# Pseudépigraphe
Un pseudépigraphe (du grec ancien : ψευδεπίγραφος / pseudepígraphos, « qui porte faussement le titre de », de ψευδής / pseudḗs, « faux », et ἐπιγραφή / epigraphḗ, « inscription » ou « nom ») est un texte faussement attribué à un auteur qui ne l'a pas écrit.

## Définition
En général, l'ouvrage pseudépigraphe est attribué à une figure historique du passé, aussi bien dans le cadre de la littérature que dans le cas de plusieurs livres de la Bible. Cette attribution erronée peut correspondre à une volonté d'édification religieuse ; ainsi Ernest Renan évoque-t-il, dans sa Vie de Jésus, les « innombrables productions pseudépigraphes de l'Inde ».
Durant l'Antiquité, ce processus était couramment employé, tantôt en raison de l’autorité des Anciens, tantôt pour rétablir une continuité historique, mais parfois aussi pour des raisons obscures. Par exemple, de nombreux textes de l'époque hellénistique ont notamment été attribués à Hénoch, Noé, Moïse, Salomon, Baruch, et d'autres.
Des vendeurs peu scrupuleux proposaient des œuvres qu'ils avaient eux-mêmes écrites ou compilées, en prétendant qu'elles venaient d'auteurs illustres, comme Aristote ou Platon. De plus, les auteurs qui traitaient des mêmes matières étaient généralement regroupés dans les bibliothèques antiques. Une quantité prodigieuse de livres fut attribuée aux auteurs les plus illustres de l'Antiquité.
Une tablette cunéiforme assyrienne retrouvée au Proche-Orient contient un catalogue de textes et d'auteurs. Ce catalogue recense les textes les plus connus parmi les écoles de scribes, et donne pour chacun ce qui est perçu comme l'auteur et l'éditeur. La tablette mixe trois types d'auteurs : la déesse Ea, des personnages légendaires, et des érudits reconnus. Ce texte assyrien peut être comparé au Talmud de Babylone, qui assigne un auteur illustre à chaque livre de l'Ancien Testament.

## Pseudépigraphes et pseudo-auteurs
Nombreux sont les textes de l'Antiquité faussement attribués à tel ou tel auteur. On les désigne également comme apocryphes. Le plus souvent, c'est dû à des erreurs lors de constitutions de manuscrits ou des paternités attribués par un style et des thématiques proches. Il est coutumier dans ce cas d'attacher au nom de l'auteur mis en avant le préfixe « pseudo ». La tradition historique applique le singulier pour désigner le pseudo-auteur, en sachant que souvent, la désignation concerne un ouvrage précis ; bien que le corpus apocryphe puisse concerner plusieurs personnes, plusieurs œuvres attribuées à tort sous un même nom d'auteur ont des différences stylistiques et chronologique trop marquées pour être attribués au même anonyme (par exemple Augustin et César). On peut citer : 
- le pseudo-Abdias
- le pseudo-Aelius Aristide
- le pseudo-Apollodore, auteur de la Bibliothèque
- le pseudo-Apulée
- le pseudo-Aristée, auteur de la Lettre d'Aristée
- le pseudo-Aristote
- le pseudo-Augustin
- le pseudo-Aurelius Victor
- le pseudo-Callisthène
- le pseudo-Calpurnius Siculus
- le pseudo-César
- le pseudo-Denys l'Aréopagite, auteur de la Hiérarchie céleste, de la Théologie mystique, des Noms divins et de la Hiérarchie ecclésiastique.
- le pseudo-Frédégaire
- le pseudo-Galien
- le pseudo-Hermogène
- le pseudo-Hésiode, auteur du Bouclier d'Héraclès,
- le pseudo-Hippocrate, auteur des Lettres d'Hippocrate,  en sachant que les écrits d'Hippocrate sont très sérieusement discutés sur leur paternité.
- le pseudo-Hygin, auteur du traité De munitionibus castrorum
- le pseudo-Orphée
- le pseudo-Phocylide
- le pseudo-Platon, auteurs des dialogues suspects, douteux ou apocryphes, ainsi que des Définitions,
- le pseudo-Plutarque
- le pseudo-Longin, auteur du Traité du sublime
- le pseudo-Salluste, désigne des élèves de rhétoriques ayant écrits des lettres à César et des invectives contre Cicéron
- le pseudo-Scymnos
- le pseudo-Sénèque, un imitateur ayant composé Octavie et peut être Hercule sur l'Œta
- le pseudo-Xénophon
- les fausses décrétales, une falsification de documents canoniques.

## Nouveau Testament
Plusieurs livres du Nouveau Testament sont jugés pseudépigraphes par la critique historique : la moitié des Épîtres pauliniennes ainsi que les évangiles selon Matthieu et selon Jean. Ces deux derniers ont longtemps été attribués aux apôtres Matthieu et Jean, thèse qui n'est plus retenue par les chercheurs.